# Кёнигсмарк, Отто Вильгельм фон
Граф Отто Вильгельм фон Кёнигсмарк (швед. Otto Wilhelm von Königsmarck; 5 января 1639, Минден, Северная Германия — 5 сентября 1688, близ Халкида) — германский военачальник, шведский фельдмаршал (1676),

## Биография

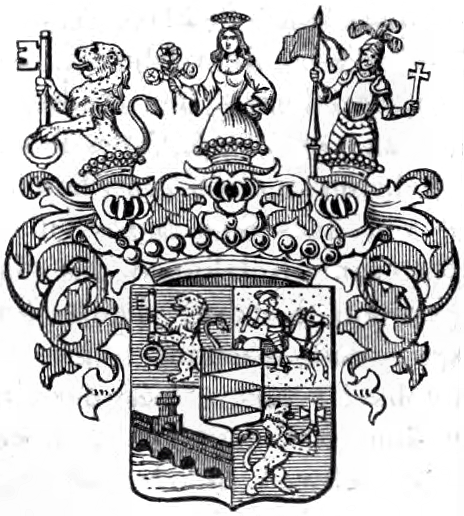
Герб графа Кёнигсмарка

Представитель бранденбургского дворянского рода, сын фельдмаршала Ганса Кристофа фон Кёнигсмарка. Дядя Авроры фон Кёнигсмарк, любовницы Августа Сильного, матери Морица Саксонского. Его племянниками были Филипп Кристоф фон Кёнигсмарк и поэтесса Амалия Вильгельмина Кёнигсмарк.
Поселившись в Штаде, получил хорошее образование. Более трёх лет учился в Йенском университете, слушал лекции в университетах Тюбингена, Страсбурга, Базеля, Женевы, Блуа, совершил распространённый среди людей того времени Гранд-тур по Европе.
В 1660 году — лорд-камергер.
В 1661 — шведский посланник в Англии.
В 1665 году — посол во Франции. В 1667 году дослужился до звания генерала.
Начал службу в годы датско-шведской войны (1675—1679). Стал шведским фельдмаршалом в 1676 году. Участвовал в Осаде Штральзунда (1678). Воевал на стороне Франции, несколько раз переходил в армию Швеции и Франции, считался заметной военной фигурой в обоих странах.
В то время для профессиональных солдат не было ничего необычного в смене службы в разных странах.
В 1679 году назначен генерал-губернатором Шведской Померании, Рюгена и Висмара. Но в результате сокращения после 30-летней войны он, его семья и семья его жены потеряли основную долю своего имущества, и генерал был вынужден перейти в венгерскую армию. Позже состоял на службе Венецианской республики.
Умер от чумы в сентябре 1688 года на венецианском адмиральском корабле близ Халкида (тогда Негропонте), Греция.